# Primeval (película)
Primeval  es una película de terror estadounidense de 2007 estrenada el 12 de enero. La película, protagonizada por Dominic Purcell, Brooke Langton, Orlando Jones y Jürgen Prochnow, describe a un equipo de periodistas estadounidenses que viajan a Burundi para filmar y capturar un gigantesco cocodrilo que come seres humanos.
Primeval se inspiró en la historia real de Gustave, un cocodrilo de seis metros y una tonelada de peso que devora personas en Burundi.
En algunos países latinos el título de la película se ha traducido como Primitivo, haciendo que ésta sea confundida con la película australiana Primal (2010), cuya traducción recibe el mismo nombre: Primitivo.

## Argumento
En Burundi, una antropóloga forense británica está examinando los cadáveres en una fosa común, afirmando que todos murieron de manera idéntica. Cuando la mujer cava en lo que cree que es otra tumba, una criatura oculta ataca y violentamente la arrastra al río. Los soldados de la ONU que la acompañan disparan al agua, pero solo su cadáver parcialmente devorado flota en la superficie.
En una central de noticias de Nueva York, el periodista de televisión Tim Manfrey (Dominic Purcell) es asignado por su jefe, Roger (Patrick Lyster), para viajar a Burundi con Aviva Masters (Brooke Langton), una reportera que cubre historias de animales y está interesada en Gustave, un feroz cocodrilo gigantesco conocido por devorar a centenares de personas en África. Con la muerte de la antropóloga, Gustave es de repente una historia de interés mundial. Tim no quiere ir porque sabe que Burundi es una zona de guerra, pero tiene poca elección desde que una de sus historias resultó estar basada en evidencia falsa. Tim y Aviva son acompañados a Burundi por el camarógrafo y amigo de Tim, Steven Johnson (Orlando Jones), y por el herpetólogo Matt Collins (Gideon Emery), que está interesado en capturar a Gustave vivo.
En el aeropuerto de Buyumbura se reúnen con un oficial del gobierno apodado Harry (Dumisani Mbebe), que intenta retrasar su salida por los disturbios causados por un peligroso señor de la guerra apodado "Pequeño Gustave ". El equipo reinicia su camino al día siguiente, acompañados por dos soldados. Cuando llegan al pueblo donde ocurrió el último ataque conocen a su guía, un cazador autorizado llamado Jacob (Jürgen Prochnow), que está bendecido por el chamán local. Los amistosos aldeanos más tarde consiguen una jaula de acero para capturar el cocodrilo y llevarlo a una ciénaga cercana. El primer intento para capturar a Gustave con una cabra como cebo falla, pero Matt logra dispararle un dardo de seguimiento.
En el siguiente intento, Jojo (Gabriel Malema), un aldeano adolescente, se ofrece como cebo vivo para capturar a Gustave. La bestia llega, e intenta devorarlo, pero desaparece cuando Tim, Matt y Steven corren para rescatarlo. Entretanto, Aviva atrapa a un soldado de la escolta robando dinero de una tienda. El soldado la golpea, pero Gustave llega y lo mata. Avivia huye desarmada y se reúne con los otros. La guardia restante escucha en una transmisión de radio que los estadounidenses grabaron en vídeo la ejecución del chamán. Entonces se dan cuenta de que los soldados trabajan para Pequeño Gustave. Los guardias restantes, creyendo que Jacob filmó la evidencia, lo hieren; Jojo interviene y les dispara. Mientras la herida de Jacob está siendo tratada, Gustave ataca al grupo. Jacob recuerda la historia de cómo su mujer, Ona, fue muerta por Gustave y que juró vengarse. Jacob se arma con una granada, y la detona cuando Gustave lo atrapa en sus fauces y lo devora, pero la explosión no logra matar al cocodrilo.
Al día siguiente, un helicóptero llega para transportar a los supervivientes, pero un camión llega con dos de los hombres de Pequeño Gustave y le disparan un cohete al helicóptero. El grupo se agacha, excepto Matt, que luego es aplastado por el camión y fusilado por el más joven de los dos milicianos, un adolescente en la que claramente es su primera ejecución. Cuando el conductor del camión avista al resto del grupo, Tim les grita que se dividan. En consecuencia los hombres de Pequeño Gustave son asesinados: cuando el camión se estrella en el río. El adolescente es expulsado y muere por el impacto, mientras el conductor es impactado por el arma de Aviva cuando está intentando estrangular a Tim.
Steven tropieza con Gustave y lucha para huir. Mientras Aviva se queda con Jojo herido, Tim va a buscar a Steven, pero encuentra sólo su cámara. Como ellos están esperando ayuda, Tim le dice a Aviva que ahora entiende las palabras anteriores del chamán: "hacemos nuestros propios monstruos". Matt antes le había dicho al grupo que los cocodrilos frecuentemente se alimentan de carroña, y no hay ningún límite de cuánto puedan crecer, y como tiene bastante sustento, los cuerpos de la guerra civil flotando en el río, es lo que le ha dado a Gustave gusto por la carne humana, y así logró su colosal tamaño con el paso de los años.
Harry llega en un Range Rover, pero Tim se da cuenta de que él es Pequeño Gustave y quiere la evidencia de vídeo. Tim intenta burlar a Harry dándole el rastreador de GPS adherido al dardo en Gustave, diciéndole que de esa manera localizará el ordenador con el vídeo. Harry fuerza a Tim y a Aviva a dirigirlo al "ordenador". Mientras Harry le apunta a Aviva con un arma, Tim y uno de los hombres de Harry siguen la señal de rastreo a la guarida de Gustave, donde el cocodrilo está durmiendo. Tim encuentra el cuerpo mutilado de Steven, y un cuchillo de combate en los restos humanos esparcidos, y acuchilla al guardia. Al mismo tiempo, Aviva rocía a Harry con feromonas de cocodrilo del contenedor de Matt y huye. Gustave se despierta e ignora a Tim y a Aviva, y devora a Harry.
Tim, Jojo y Aviva suben al Range Rover, pero Gustave los ataca a través de la luneta trasera. Tim acuchilla al cocodrilo en la boca con un machete; éste entonces ruge de dolor y el grupo logra huir. Tim, Aviva, Jojo y Wiley reciben tratamiento médico y vuelan de regreso a Estados Unidos, visionando imágenes de la cámara de Steven. Los créditos finales muestran la Guerra Civil de Burundi acabada con un alto el fuego en 2005, pero Gustave sigue vivo y todavía devora personas en los ríos de Burundi.

## Reparto
- Dominic Purcell como Tim Manfrey.
- Brooke Langton como Aviva Masters.
- Orlando Jones como Steven Johnson.
- Jürgen Prochnow como Jacob Krieg.
- Gideon Emery como Collins Mate.
- Gabriel Malema como Jojo.
- Dumisani Mbebe Como Harry.
- Patrick Lyster como Roger Sharpe.
- Linda Mpondo como Gold Tooth.
- Ernest Ndhlovu como el chamán.
- Thandi Nugbani como la esposa del chamán.
- Kgmotoso Motlosi como el hijo del chamán.

## Producción
El rodaje se inició en abril de 2006 en Sudáfrica. Otra película de terror de cocodrilos, Rogue, tuvo que ser retrasada hasta el otoño de 2007 debido a las semejanzas con la película Primeval.
El tráiler promocional de la película bautizó a Gustave como un "asesino serial" de más de 300 víctimas. Es comparado con Jack el Destripador y el Asesino de Zodíaco con su estado no humano nunca mencionado excepto en una breve línea en donde el narrador dice: " es real, pero no es humano". Una versión corta de este tráiler no contiene nada de esto. Aun así en el tráiler, un cocodrilo, presumiblemente Gustave, brevemente aparece en la pantalla. El cartel promocional de modo parecido llama a Gustave "el asesino serial más prolífico de la historia". El sitio web oficial de la película raramente hace mención a que el asesino es de hecho un cocodrilo.

## Recepción
La película ha tenido baja aceptación, obteniendo un 19% de calificación en el sitio web Rotten Tomatoes. El naturalista Patrice Faye dijo que Primeval "es un insulto a puristas y herpetólogos, pero sobre todo, un insulto a Burundi. Muestra al país en una mala imagen, y a las personas de Burundi como si fueran salvajes, bárbaros, ladrones y asesinos".